# Careiro
Careiro is een gemeente in de Braziliaanse deelstaat Amazonas. De gemeente telt 32.638 inwoners (schatting 2009).
De gemeente grenst aan Manaus, Careiro da Várzea, Iranduba en Autazes.